# Gordon Wu
Gordon Wu (né en 1935) est un capitaine d'industrie hong-kongais.
Réfugié de Chine continentale avec ses parents en 1949, il a fait ses classes à Hong Kong. Son diplôme d'ingénieur lui a permis d'avoir un statut social égal dans le système colonial et de se lancer dans des travaux publics de plus en plus importants, des logements sociaux subventionnés aux mégaprojets. Il dirige depuis Hong Kong un réseau d'entreprises de toutes sortes établies dans le bassin du Pacifique. Il projette de construire un réseau d'autoroutes couvrant les nouvelles zones de développement économique de la Chine continentale, partant de Hong Kong et couvrant la ceinture de Macao à Canton grâce à sa fortune personnelle et à la participation des capitaux occidentaux et de ceux de la banque nationale de la République populaire de Chine.